# Alsóörs
De gemeente Alsóörs (uitsp: Alsjooursj) ligt in Hongarije aan de noordoostelijke oever van het Balatonmeer in het Veszprém comitaat. Het dorp ligt op 8 km ten westen van Balatonalmádi en op 4 km ten oosten van de mondaine badplaats Balatonfüred.
Ten oosten van het station van Alsóörs bevindt zich het strandbad met strandtentjes, een zelfbedieningsrestaurant en een grote camping. Het dorp heeft fruitboom- en wijngaarden. Op de helling van de Somlyóberg, boven het centrum van het stadje, staat de gotische protestantse kerk uit de 14e eeuw, die later verbouwd en gerestaureerd werd.
In een van de bochtige straten op de heuvel Petöfiköz staat een gotisch huis dat in de volksmond het Huis van de Turkse belastingontvanger heet.
Van dit 16e-eeuwse bouwsel zijn de kamer en de keuken behouden.
De naam komt van de schoorsteen die op een Turkse tulband lijkt. In dit dorp bevinden zich huizen, gebouwd in rode zandsteen.